# THANKS 20th Edition 〜Pocket Biscuits Single Collection+
『THANKS 20th Edition 〜Pocket Biscuits Single Collection+』(サンクス トゥエンティースエディション ～ポケットビスケッツ シングルコレクションプラス)は、2016年11月23日にリリースされたポケットビスケッツのベスト・アルバム。

## 解説
- ポケットビスケッツのCDデビュー20周年を記念し、2000年に発売されたベスト・アルバム『THANKS』の内容をシングルコレクションとして再構成している[1]。
- 今作のリリースにあたり、千秋は「ポケビのこと、忘れないでね」とTwitterにてコメントした[1]。
- 2018年放送の『24時間テレビ 「愛は地球を救う」』内で、一夜限定で18年ぶりに復活を果たしたことが大きな反響を呼び、注文が殺到したという[2]。

## 収録曲
1. Rapturous Blue
作詞:CHIAKI&ポケットビスケッツ 作曲・編曲:パッパラー河合
1stシングル
2. YELLOW YELLOW HAPPY
作詞:CHIAKI&ポケットビスケッツ 作曲・編曲:パッパラー河合
2ndシングル
ミリオンセラーを達成、グループ最大のヒット曲。
3. Red Angel
作詞:CHIAKI&ポケットビスケッツ 作曲・編曲:パッパラー河合
3rdシングル
前作に続き、ミリオンセラーを達成。
4. GREEN MAN
作詞:UDO&ポケットビスケッツ 作曲:TERU&パッパラー河合 編曲:パッパラー河合
4thシングル
UDOのボーカル曲で、TERUが作曲に関わっている。
5. POWER
作詞:CHIAKI&ポケットビスケッツ 作曲・編曲:パッパラー河合
5thシングル
「ウリナリ!!」発のユニットで唯一、オリコン1位を獲得した曲。
6. 青の住人
作詞・作曲:TERU 編曲:パッパラー河合
TERUのソロ・シングル
7. マーガレット
作詞:CHIAKI 作曲:大野宏明 編曲:ウエストサイダーズ
CHIAKIのソロ・シングル
Chiaki & Fruits Flowers名義。
8. Strawberry
作詞:CHIAKI 作曲・編曲:田辺恵司
CHIAKIのソロ・シングル『マーガレット』より
『マーガレット』のカップリング曲、アルバム初収録。
9. まごころ
作曲:和田薫 編曲:旭純
UDOのソロ・シングル
オリジナルバージョンはアルバム初収録。インストゥルメンタル。
10. まごころ (Classical Version)
作曲:和田薫 編曲:旭純
UDOのソロ・シングル『まごころ』より
『まごころ』のカップリング曲で、アルバム初収録。インストゥルメンタル。
11. Days
作詞:CHIAKI&ポケットビスケッツ 作曲・編曲:パッパラー河合
6thシングル（両A面）の一曲
前作『THANKS』では、冒頭にメンバーアカペラによるサビがあるため、完全なるシングルと同一のバージョンとしてはアルバム初収録。
12. My Diamond
作詞:CHIAKI&ポケットビスケッツ 作曲・編曲:パッパラー河合
6thシングル（両A面）の一曲
当初、5thシングルとしての発売を予定していたがブラビとのCD発売をかけた勝負に負け、結果的に6thシングルに収録された。
13. ポケビのうた
作詞:TERU&UDO 作曲・編曲:松任谷正隆 Produced by 松任谷正隆
ベストアルバム『THANKS』より
TERUとUDOによる、CHIAKIに贈る曲。2000年3月12日の『伝説のLIVE IN 日本武道館』にて披露された。
14. Rapturous Blue (New Sound English Memorial Version)
作詞:CHIAKI&ポケットビスケッツ 英語訳:高尾直樹 作曲・編曲:パッパラー河合
1stアルバム『Colorful』より
15. YELLOW YELLOW HAPPY (Album Version)
作詞:CHIAKI&ポケットビスケッツ 作曲・編曲:パッパラー河合
1stアルバム『Colorful』より